# Шёнинг, Томас
Томас Шёнинг (нем. Thomas Schöning; родился предположительно в Риге — 11 августа 1539, Кокнесе) — рижский архиепископ в 1527—1539 годах. Стал предпоследним в списке глав рижского архиепископства.

## Проблема назначения
Томас Шёнинг родился в семье рижского бургомистра и судьи Рижского архиепископства Иоганна Шёнинга. С 1495 года Томас посещал школу в голландском городе Зволле, а в 1499—1500 годах он учился в Ростокском университете. В 1500 году он окончил образование, получив степень бакалавра в области искусств.
Позже (в 1505 году) он стал каноником в составе рижского домского капитула. В 1515 году занял пост декана собора. С 1519 года он продвинулся по должности и занял пост проректора (пробста). В этом положении он был выдвинут кандидатом на пост следующего главы рижской архиепархии после смерти Иоганна Бланкенфельда. Его выдвижение состоялось в 1528 году вопреки решению самого Иоганна Бланкенфельда, который ещё при жизни предложил в качестве преемника фюрста Георга Брауншвейг-Люнебургского.
Назначение этого фюрста также было поддержано императором Карлом V, к которому во время дипломатического вояжа по странам юга Европы обратился за поддержкой отчаявшийся Иоганн Бланкенфельд, боровшийся против распространения протестантских иконоборческих настроений в своей епархии и также сопротивлявшийся изменчивой политике Ливонского ордена. Однако магистр Ливонского ордена Вальтер Плеттенберг предпочёл кандидата на должность архиепископа из тевтонских рыцарей (каковым и был Томас Шёнинг), так что он предпринял ответные меры и отослал Георга из Ливонии, который впоследствии счёл более благоразумным отказаться от такой должности.
Домский капитул начал сопротивляться вмешательству со стороны магистра, так что Плеттенберг должен был пообещать архиепископу и капитулу, что будет добиваться восстановления их древних политических прав. После подписания Кирхгольмского договора 1452 года имущественные владения и политические привилегии были разделены поровну между магистром Ливонского ордена и институтом архиепископа Риги. Тем не менее, во время правления архиепископа Иоганна Бланкенфельда полномочия архиепископа в ходе реформационных волнений были отняты у него и переданы ордену, который приобрёл монопольную власть над Ригой в связи с тем, что горячо поддержал восставших лютеран и «вовремя» указал на предательские контакты Бланкенфельда с властями Великого княжества Московского, псковскими дьяками и воеводами и литовскими католическими священнослужителями.

## Иск в Имперский суд и его результат
Вскоре поначалу ставшие дружескими отношения Томаса с орденом и рижанами испортились и архиепископ, не удовлетворённый тем, что его прежние феодальные права не восстанавливаются, решил подать иск в Имперский камеральный суд против своих соперников. Частично его требования были удовлетворены. Впоследствии, в 1529 году, он достиг договорённости с Вальтером фон Плеттенбергом о том, что его феодальная власть над Ригой восстанавливается в полной мере и он снова обретает контроль над Ригой. Плеттенберг, находясь в Любеке, вынужден был пойти на подписание договора в том числе под давлением со стороны Имперского суда.
Тем не менее, успешного соглашения с Ригой не удалось достичь, поскольку большая часть рижских торговцев и ремесленных цехов перешли в лютеранство и оказались радикально настроенными против католического клира, а Шёнинг принадлежал именно католической церкви. Но по соглашению, подписанному Плеттенбергом на шесть лет, рижане могли сохранять лютеранскую веру, но должна была признать господство архиепископа наряду с орденской властью. Рига (в лице аристократического рата и бюргерского сословия) всё-таки была готова уступить архиепископу Томасу Шёнингу привилегию светского правления, но не духовного, для того, чтобы в такой форме удовлетворить приговор Имперского суда.
Несмотря на то, что вскоре реституция архиепархиального имущества в пользу Томаса Шёнинга всё же состоялась, спустя короткое время рижане вернули свои привилегии и ограничили архиепископскую власть в очередной раз.

## Назначение Вильгельма Бранденбургского и оставление Риги
Из-за продолжающихся споров Томас Шёнинг не мог долго оставаться в Риге, опасаясь за свою безопасность. Рижане относились к архиепископу с ярко выраженной неприязнью и недоверием, как к ставленнику католического государства и проводника антипротестантских идей. Большую часть времени Шёнинг проводил в одном из крупных и хорошо укреплённых замков своей архиепархии, расположенном в Кокенгаузене. Уже в 1529 году он назначил Вильгельма Бранденбургского своим ближайшим помощником (коадъютором). Ему были присвоены архиепархиальные замки в Роннебурге, Дзербене, Пиебалге, Смильтене, Вайнижи и Залисе (Салаце). Поэтому Томас Шёнинг должен был переехать в Кокенгаузен.
После долгой тяжбы в 1531 году папа Климент VII всё же признал Шёнинга рижским архиепископом, но всё же рижский рат, равно как ревельский и дорпатский, находились под полным контролем мощной протестантской оппозиции и отказывались признавать верховную власть архиепископа, которому так и не удалось склонить непримиримых ратманов на свою сторону. Конфликт с рижскими советниками был настолько серьёзным, а ратманы чувствовали себя настолько уверенно, что в 1534 году рат самовольно конфисковал у Томаса Шёнинга домскую церковь и четыре монастыря, оставив в собственности архиепископа только монастырь Марии-Магдалены (расположен между Рижским замком и собором Святого Иакова).
11 августа 1539 года Томас Шёнинг скончался в замке Кокенхаузена. Его похоронили в приходской церкви в Кокенгаузене.